# Степанов, Роман Юрьевич
Роман Юрьевич Степанов (бел. Раман Юр’евіч Сцяпанаў; род. 6 августа 1991, Смолевичи, Минская область) — белорусский футболист, вратарь клуба «Молодечно-2018».

## Карьера

### Начало карьеры
Футболом начал заниматься в частной футбольной школе Виктора Анатольевича Дармина. Позже перебрался в структуру борисовского БАТЭ. В 2008 году футболист стал выступать за дублирующий состав борисовского клуба, а также подтягиваться к играм с основной командой. Однако за клуб футболист так и не дебютировал.

### «Руденск»
Летом 2010 года футболист на правах арендного соглашения отправился в «Руденск». Дебютировал за клуб 7 июля 2010 года в матче против светлогорского «Химика»выйдя на замену на 86 минуте. Затем футболист закрепился в клубе в роли основного вратаря. За время арендного соглашения провёл за клуб 11 матчей, из который 5 провёл сохранив свои ворота нетронутыми.
В январе 2011 года футболист на полноценной основе перешёл в клуб. Первый матч в сезоне сыграл 23 апреля 2011 года против клуба «Ведрич-97». Футболист с начала сезона стал основным вратарём клуба. Сыграл за клуб в 24 матчах во всех турнирах, отличившись 10 «сухими» матчами.

### «Торпедо-БелАЗ»
В начале 2012 года футболист перешёл в жодинское «Торпедо-БелАЗ». За весь год футболист пару раз попал в заявку основной команды на сезон, однако так и не дебютировал за клуб. В 2013 году футболист стал тренироваться с основной командой жодинского клуба в роли второго вратаря. Дебютировал за клуб и в Высшей Лиге 22 апреля 2013 года в матче против «Гомеля». В дальнейшем выступал лишь в роли резервного вратаря. В январе 2015 года футболист продлил контракт с клубом. В январе 2016 года по окончании срока действия контракта футболист покинул клуб.

### «Нафтан»
В январе 2016 года футболист проходил просмотр в микашевичском «Граните». Затем отправился в новополоцкий «Нафтан», с которым по итогу заключил контракт. Начинал сезон на скамейке запасных. Дебютировал за клуб 28 августа 2016 года в матче против солигорского «Шахтёра». Провёл за сезон всего лишь 2 матча и по окончании сезона покинул клуб.

### «Смолевичи-СТИ»
В феврале 2017 года футболист присоединился к клубу «Смолевичи-СТИ». Дебютировал за клуб 22 апреля 2017 года в матче против гомельского «Локомотива», выйдя на замену в концовке матча. Затем футболист закрепился в основной команде клуба в роли основного вратаря. По итогу сезона футболист вместе с клубом стал серебряным призёром Первой Лиги. В феврале 2018 года покинул клуб, расторгнув контракт по соглашению сторон.

### «Торпедо» Минск
В феврале 2018 года футболист присоединился к минскому «Торпедо». Начинал сезон в роли резервного вратаря, также выступая за дублирующий состав минского клуба. В июле 2018 года футболист стал основным вратарём клуба. Дебютировал за клуб 15 июля 2018 года в матче против «Ислочи». В дебютном сезоне провёл за клуб 16 матчей во всех турнирах, в которых 4 раза сохранил свои ворота нетронутыми.
В начале 2019 года стал готовиться к новому сезону с минским клубом. Первый матч сыграл 30 марта 2019 года против солигорского «Шахтёра». Начинал сезон в роли основного вратаря, однако затем стал оставаться на скамейке запасных. В июле 2019 года футболист покинул клуб в связи с финансовыми проблемами «Торпедо». Всего за сезон провёл 6 матчей в чемпионате.

### «Рух» Брест
В августе 2019 года футболист перешёл в брестский «Рух». Дебютировал за клуб 17 августа 2019 года в матче против бобруйской «Белшины». Футболист сразу же закрепился в основной команде клуба. По итогу сезону стал бронзовым призёром Первой Лиги, тем самым отправившись выступать в стыковые матчи. В стыковых матчах против могилёвского клуба «Дняпро» футболист также был основным вратарём и помог брестскому клубу выйти в Высшую Лигу.
В начале 2020 года футболист готовился к новому сезону совместно с клубом. Начинал сезон в роли резервного вратаря. Первый матч сыграл 23 мая 2020 года против «Слуцка». Затем футболист снова себе вернул место в стартовом составе. По итогу сезона провёл за клуб 17 матчей во всех турнирах, отличившись 6 сухими матчами. В январе 2021 года футболист покинул клуб, расторгнув контракт по соглашению сторон.

### «Динамо-Брест»
В феврале 2021 года футболист перешёл в брестское «Динамо». Дебютировал за клуб 14 марта 2021 года в матче против речицкого «Спутника». Футболист сразу же закрепился в основной команде клуба. В июле 2021 года футболист вместе с клубом отправился на квалификационные матчи Лиги конференций УЕФА. Дебютный матч в рамках еврокубка сыграл 29 июля 2021 года против чешской «Виктории». Однако по сумме матчей брестский клуб оказался слабее и покинул стадию квалификаций. Провёл за клуб 33 матч во всех турнирах, отличившись 12 «сухими» матчами. В самом чемпионате футболист сыграл все свои 29 матчей, лишь единожды пропустив матч, а также один раз появился на поле с капитанской повязкой.

### «Шахтёр» Солигорск
В январе 2022 года футболист перешёл в солигорский «Шахтёр». Сезон начал 5 марта 2022 года в матче за Суперкубок Беларуси против борисовского БАТЭ, на котором футболист пробыл на скамейке запасных. В клубе стал резервным вратарём. Дебютировал за клуб 19 июня 2022 года в матче против дзержинского «Арсенала». Вместе с клубом отправлялся на квалификационные матчи Лиги чемпионов УЕФА и Лиги конференций УЕФА. По итогу сезона футболист стал победителем Высшей Лиги. Сам же футболист сыграл лишь в 3 матчах за клуб во всех турнирах. В феврале 2023 года покинул клуб.

### «Кызыл-Жар»
В феврале 2023 года футболист проходил просмотр в казахстанском клубе «Кызыл-Жар». В марте 2023 года футболист официально стал игроком казахстанского клуба. Дебютировал за клуб 5 марта 2023 года в матче против «Кайсара», сохранив свои ворота нетронутыми. С самого начала сезона футболист преимущественно исполнял роль основного вратаря казахстанского клуба, в своих первых 7 матчах единожды пропустив мяч в свои ворота, однако начиная со второй половины сезона начал чаще оставаться на скамейке запасных. Под конец сезона футболист вошёл в топ 10 вратарей клуба по количеству сыгранных матчей за клуб в казахстанском чемпионате. Вместе с клубом завершил чемпионат на итоговом пятом месте. В ноябре 2023 года появилась информация, что по истечении контракта футболист покинет клуб. В январе 2024 года футболист официально покинул клуб по окончании срока действия контракта.

### «Молодечно-2018»
В феврале 2024 года футболист находился в распоряжении «Молодечно-2018», вместе с которым готовился к новому сезону. В марте 2024 года футболист официально присоединился к молодечненскому клубу.

## Международная карьера
В мае 2023 года футболист попал в расширенный состав национальной сборной Беларуси.

## Достижения
«Шахтёр» Солигорск
- Чемпион Беларуси: 2022[a]

«Молодечно-2018»
- Победитель Первой лиги: 2024